# زیریکوو (شهرستان ملئوزوفسکی، باشقیرستان)
زیریکوو (انگلیسی: Zirikovo, Meleuzovsky District, Republic of Bashkortostan) یک شهرک در شهرستان ملئوزوفسکی استان باشقیرستان کشور روسیه است.